# Colurella mucronulata
Colurella mucronulata is een raderdiertjessoort uit de familie Lepadellidae. De wetenschappelijke naam van deze soort is voor het eerst geldig gepubliceerd in 1938 door Ahlstrom.